# Amdy Faye
Amdy Faye (Dakar, 1977. március 12. – ) szenegáli válogatott labdarúgó. 

## Pályafutása

### Klubcsapatban
Dakarban született. 1994 és 2003 között Franciaországban játszott. 1995 és 1998 között a ES Fréjus, 1998 és 2003 között az Auxerre tagja volt. Utóbbival 2003-ban megnyerte a francia kupát és bejutott a bajnokok ligája 2002–03-as idényének csoportkörébe. 
2003-ban Angliába szerződött a Portsmouth együtteséhez, ahol két évig játszott. A 2005–06-os szezonban a Newcastle Unitedet erősítette, majd azt követően a Charlton Athletichez szerződött két évre, de a második szezonjában kölcsönben szerepelt a Rangersnél. 2008 és 2010 között a Stoke City játékosa volt. A 2010–11-es idény végén a Leeds United játékosaként vonult vissza az aktív játéktól. 

### A válogatottban
2001 és 2006 között 34 alkalommal szerepelt az szenegáli válogatottban. Részt vett a 2006-os afrikai nemzetek kupáján, mellette tagja volt a 2002-es afrikai nemzetek kupáján ezüstérmet szerzett válogatott keretének és részt vett a 2002-es világbajnokságon is.

## Sikerei, díjai
AJ Auxerre
- Francia kupa győztes (1): 2002–03

Szenegál
- Afrikai nemzetek kupája döntős (1): 2002